# Safi (scià)
Safi (in persiano شاه صفی‎; 1611 – Kashan, maggio 1642) è stato Scià di Persia dal 1629 al 1642.

## Biografia
Nato con il nome di Sam Mirza, era figlio di Mohammad Baqer Mirza, il figlio primogenito di 'Abbas I, e della georgiana Dilaram Khanum. Nel 1615 'Abbas, temendo che stesse complottando contro di lui, fece uccidere il figlio Muhammad Baqir. Negli anni successivi 'Abbas uccisi altri suoi figli per le stesse ragioni, lasciando quale erede al trono il nipote Safi.
Safi divenne scià nel 1629, all'età di 18 anni. Appena salito al trono diede ordine di eliminare diversi principi reali e i più influenti cortigiani e generali, che considerava come una minaccia. Egli prestò sempre poca attenzione al governo del paese e non ebbe mai interessi di tipo culturale (tra l'altro non imparò mai a leggere e a scrivere decentemente).
La figura politica dominante del suo regno fu Saru Taqi, Gran visir dal 1634. Saru Taqi fu molto abile a far aumentare le entrate statali, ma fu anche molto autocratico e arrogante.
Durante il suo regno i nemici della Persia approfittarono della debolezza militare del paese. Gli Ottomani infatti attaccarono la Persia occidentale nel 1630 e nel 1634
e nel 1638 riuscirono a conquistare la città di Baghdad, che rimase nelle loro mani fino alla prima guerra mondiale. Il trattato di Qasr-e-Shirin però pose fine a ulteriori conflitti tra persiani e turchi. A oriente invece la Persia dovette fronteggiare gli uzbeki e i turkmeni e nel 1638 i Moghul presero la città di Kandahar.
Safi morì a Kashan nel maggio del 1642. 

## Famiglia

### Consorti
Safi ebbe almeno tre consorti: 
- Anna Khanum (morta il 9 settembre 1647). Figlia di Urgurlu Beg, un circasso che era stato schiavo dello stesso Safi;
- Tinatin, figlia di Teimuraz I di Cachezia e di Khoreshan-Darejan di Cartalia. Si sposarono nel 1634;
- Figlia del principe circasso Bika e sorella del principe Mussal. Si sposarono nel 1637.

### Figli
Safi aveva almeno cinque figli: 
- Abbas II (1632 - 1666), nato Mohammad Mirza - con Anna Khanum;
- Tahmasp Mirza, accecato nel 1642;
- Bahram Mirza, accecato nel 1642;
- Haidar Mirza, accecato nel 1642;
- Ismail Haidar Mirza, accecato nel 1642.

### Figlie
Safi aveva almeno due figlie: 
- Maryam Begum, sposò un nipote di Khalife Soltan;
- Pari Rukhsar Khanum, sposò anche lei un nipote di Khalifeh Soltan, fratello del marito di Maryam.